# Wohnungsbaugenossenschaft
Eine Wohnungsbaugenossenschaft (WBG) ist eine Genossenschaft mit dem Ziel, ihre Mitglieder mit Wohnraum zu versorgen. Gleichbedeutende Begriffe sind Baugenossenschaft, Wohnungsgenossenschaft, Wohnbaugenossenschaft, Siedlungsgenossenschaft, Wohnungsverein oder Bauverein.

## Deutschland
Die Wohnungsbaugenossenschaften haben das übergeordnete Ziel, kostengünstige Wohnungen für ihre Mitglieder anzubieten. Das Prinzip der Wohnungsgenossenschaften wurzelt in den genossenschaftlichen Prinzipien der Selbsthilfe, Selbstverantwortung und der Selbstverwaltung. Das Ziel der Wohnungsbaugenossenschaften ist das genossenschaftliche Förderprinzip. Auch vertreten sie das genossenschaftliche Identitätsprinzip, was dem Mieter zur Identität als Kunde und Teilhaber der Genossenschaft verhilft. Damit erhält er das Recht, auf die Entscheidungen der Wohnungsbaugenossenschaft einzuwirken.
Um eine Wohnung der Genossenschaft nutzen zu können, muss der Mieter in der Regel eine Miete bezahlen. Jedoch unterstützt ihn dafür auch die Wohnungsbaugenossenschaft, indem sie sich um die Verwaltung und Instandhaltung kümmert. Der Vorteil für den Mieter ist es, dass sich die Wohnungsbaugenossenschaft vor allem auf die Interessen ihrer Mitglieder konzentriert. Somit steht der Mieter im Mittelpunkt. Dies ergibt sich auch aus den Pflichten der Genossenschaften gegenüber ihren Mitgliedern. Der langfristige wirtschaftliche Vorteil für den Mieter besteht in der theoretisch lebenslangen Nutzungsdauer der Wohnung.
Die Idee der Wohnungsbaugenossenschaft entstand aufgrund der Wohnungsnot der Bevölkerung in der Zeit der industriellen Revolution und war Vordenkern, wie beispielsweise V. A. Huber und F. H. Schulze-Delitzsch, zu verdanken. Der von Herrmann Schulze-Delitzsch gegründete Allgemeine Verband deutscher Erwerbs-Wirtschaftsgenossenschaften beriet 1865 über eine Resolution, in der es unter anderem hieß: „Dem Mangel an guten, gesunden Arbeiterwohnungen können in der Regel auf dem Prinzip der Selbsthilfe beruhende Baugenossenschaften abhelfen, sofern dieselben kleine, für je eine Familie bestimmte Häuser bauen“ und durch ein Mietkaufmodell dann „zu ausschließlichem Eigentum überlassen.“ Auf Anregung von Schulze-Delitzsch wurde schließlich am 27. März 1867 in Preußen ein Genossenschaftsgesetz beschlossen, zu dem er bereits 1860 einen Entwurf verfasst hatte. Dieses Gesetz wurde am 4. Juli 1868 auf den Norddeutschen Bund ausgedehnt. Ab 1871 galt dieses Gesetz auch im Deutschen Reich. Ebenfalls im Jahr 1867, kurz vor dem Genossenschaftsgesetz, wurde das Preußische Gesetz über die Sportel- und Stempelfreiheit für gemeinnützige Aktienbaugesellschaften beschlossen. Aber erst die Gesetze von 1867 und 1889 ermöglichten es den Wohnungsbaugenossenschaften offiziell als Unternehmensform zu existieren und zu funktionieren.
Die Gesetze betrafen die Genossenschaften im Allgemeinen und gaben ihnen bestimmte Vorschriften und die beschränkte Haftung. In der Weimarer Republik wurde 1930 die Gemeinnützigkeitsverordnung (GemVO) beschlossen. Damit wurden auch die Wohnungsbaugenossenschaften als gemeinnützig anerkannt (mittels der sog. Wohnungsgemeinnützigkeit) und erhielten dadurch Steuererleichterungen.
Per Satzung können Genossenschaften ihre Leistungen auch Nichtmitgliedern anbieten. Dieses Interesse besteht jedoch bei den meisten Wohnungsbaugenossenschaften nicht, so dass die Wirkung auf den allgemeinen Wohnungsmarkt begrenzt ist. In der Regel führen die Genossenschaften bei großer Nachfrage Wartelisten für ihre Mitglieder.

### Situation im 21. Jahrhundert
Im GdW Bundesverband deutscher Wohnungs- und Immobilienunternehmen waren 1944 Baugenossenschaften im Jahr 2019 organisiert, welche über ca. 2,9 Mio. Mitglieder und ca. 2,2 Millionen Wohnungen im Bestand verfügt haben. Der Deutsche Genossenschafts- und Raiffeisenverband schätzt, dass mehr als 5 Millionen Menschen in einer Genossenschaftswohnung leben.
In so gut wie allen deutschen Mittel- und Großstädten gibt es Wohnungsgenossenschaften: In Hamburg liegt der Anteil genossenschaftlichen Wohnraums bei ca. 14 % des Gesamtwohnungsbestandes, in Leipzig bei ca. 8 %. In Berlin werden von knapp 100 Wohnungsbaugenossenschaften ca. 190.000 Wohnungen verwaltet, d. h. rund 10 % des gesamten Wohnungsbestandes dieser Stadt. In Dresden haben die Genossenschaften einen Anteil am Wohnungsmarkt von über 20 %. Zusammen mit den kommunalen Wohnungsbaugesellschaften zählen die Genossenschaften zu den gemeinwohlorientierten Akteuren, deren Wohnungsangebot sich dämpfend auf die Preisentwicklung der Wohnungsmärkte auswirkt.
Im Allgemeinen bieten Wohnungsgenossenschaften ihren Mitgliedern eine hohe Wohnsicherheit. Die Zufriedenheit mit und die Nachfrage nach dieser Wohnform ist hoch. Seit der Änderung des Genossenschaftsgesetzes von 2006 kommt es vermehrt zu Neugründungen. Von 2005 bis 2021 kam es allein in Bayern zu 32 Neugründungen. Viele ältere Wohnungsgenossenschaften zeichnen sich laut Berliner Genossenschaftsforum durch rege Bautätigkeit aus (Stand 2019). 2018 äußerte Michael Stappel, Genossenschaftsstatistiker und Volkswirt der DZ Bank, dass das Wohnungsangebot von Genossenschaften im 21. Jahrhundert bislang nicht in dem Umfang wächst, der notwendig wäre, um den Anteil von Genossenschaftswohnungen am Wohnungsmarkt zu halten.
| Name                                            | Stadt     | Mitglieder | Wohneinheiten | Stand      |
| ----------------------------------------------- | --------- | ---------- | ------------- | ---------- |
| Wohnungsgenossenschaft Aufbau Dresden           | Dresden   | 18.644     | 17.024        | 31.12.2021 |
| Wohnungsbau-Genossenschaft „Kontakt“            | Leipzig   | 16.340     | 15.577        | 31.12.2021 |
| Neue Lübecker Norddeutsche Baugenossenschaft    | Lübeck    | 18.540     | 15.566        | 31.12.2021 |
| Bauverein der Elbgemeinden                      | Hamburg   | 23.183     | 14.474        | 31.12.2021 |
| Wohnungsgenossenschaft „Glückauf“ Süd Dresden   | Dresden   | 14.571     | 12.943        | 31.12.2021 |
| Spar- und Bauverein Dortmund                    | Dortmund  | 20.981     | 11.772        | 31.12.2021 |
| Wohnungsgenossenschaft Lichtenberg              | Berlin    | 11.033     | 10.243        | 31.12.2021 |
| Flüwo Bauen Wohnen                              | Stuttgart | 11.730     | 10.087        | 31.12.2021 |
| Wohnungsgenossenschaft Union Rostock            | Rostock   | 10.559     | 10.054        | 31.12.2021 |
| Wohnungsgenossenschaft Schiffahrt-Hafen Rostock | Rostock   | 11.140     | 09.911        | 31.12.2021 |

### Eigenschaften von Wohnungsbaugenossenschaften

#### Wesen der Wohnungsbaugenossenschaft
Die Genossenschaft ist ein gemeinschaftliches Wirtschaftsunternehmen, dessen oberstes Ziel die Förderung seiner Mitglieder z. B. mit gutem und sicherem Wohnraum ist. Es geht darum, die Mitglieder mit dem „Produkt“ des gemeinsamen Unternehmens zu versorgen – bei Wohnungsbaugenossenschaften mit einer guten und sicheren Wohnung – und das auf Dauer. Deshalb ist das Handeln der Genossenschaft auf langfristigen Erfolg und nicht auf kurzfristige Gewinne ausgerichtet.
Den Mitgliedern der Wohnungsbaugenossenschaft gehören ihr Unternehmen und dessen Wohnungsbestände gemeinschaftlich. Mit dem Beitritt zur Genossenschaft und der Zeichnung von Anteilen erhalten sie einen Versorgungsanspruch mit Wohnraum. Die Wohnung gehört ihnen jedoch nicht, sie erhalten ein Dauernutzungsrecht, das einem Mietverhältnis entspricht. Die Genossenschaft kann dieses Dauernutzungsverhältnis (bei vertragskonformem Verhalten des Mitglieds) nicht kündigen.
Das Handeln der Wohnungsbaugenossenschaften wird durch das Genossenschaftsgesetz GenG und durch die Satzung bestimmt. In § 1 der Satzungen steht als Zweck der Genossenschaft in der Regel „die Versorgung der Mitglieder mit gutem und sicherem Wohnraum“. Häufig ist hier zudem von „sozial verantwortlicher Wohnungsversorgung“ die Rede. Die Wohnungsbaugenossenschaft muss dementsprechend ein ausgewogenes Verhältnis von Investitionen in den Wohnungsbau und in die Bestände (guter Wohnraum) und bezahlbaren Mieten, den so genannten Dauernutzungsentgelten, für „sicheres Wohnen“ erreichen. Aus dem Satzungsziel „sozial verantwortlich“ ergeben sich die sozialen und nachbarschaftlichen Angebote, die viele Wohnungsgenossenschaften zusätzlich zur reinen Wohnungsversorgung erbringen.

#### Organisation von Wohnungsbaugenossenschaften

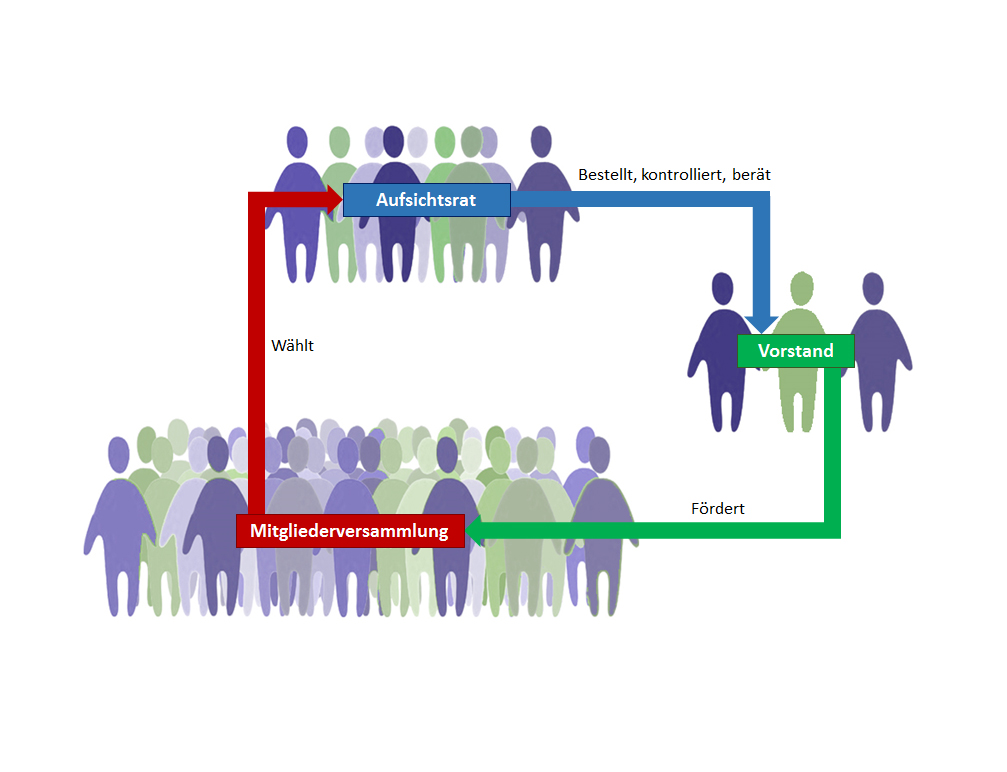
Organisationsstruktur einer kleinen Genossenschaft mit Mitgliederversammlung

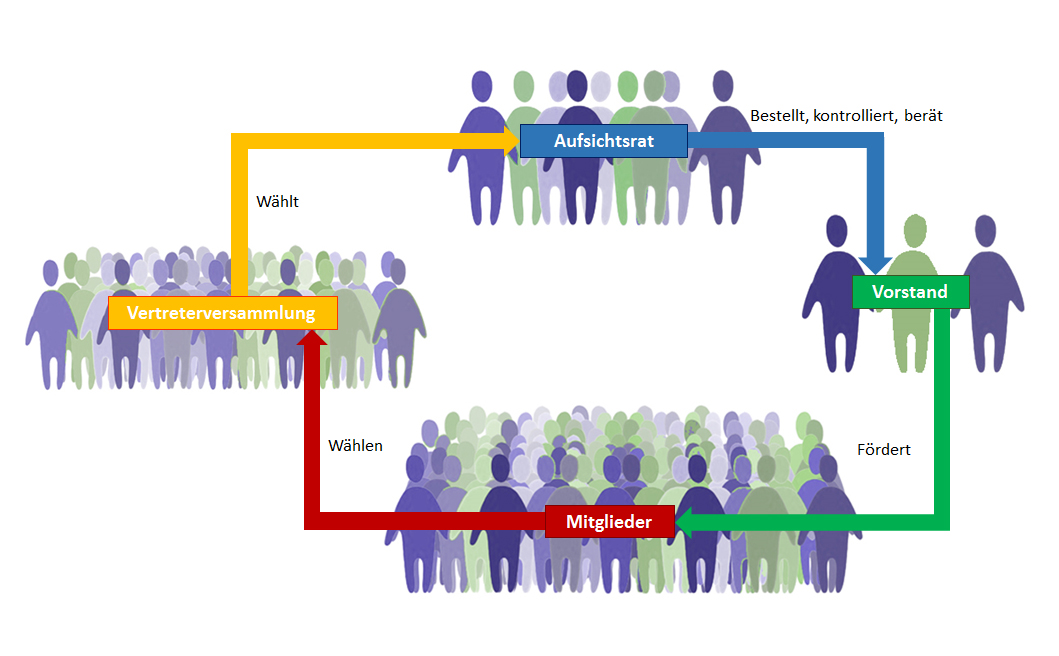
Organisationsstruktur einer größeren Genossenschaft mit Vertreterversammlung

Das höchste Organ der Wohnungsgenossenschaft ist die Mitglieder- oder Generalversammlung; in großen Genossenschaften wird diese ersetzt durch eine Versammlung gewählter Vertreter. Diese Versammlung fasst die wesentlichen Beschlüsse und bestimmt aus ihren Reihen den Aufsichtsrat, der wiederum den Vorstand bestellt und mit der Führung der Geschäfte der Genossenschaft beauftragt. Das Geschäft führt der Vorstand in Absprache mit dem Aufsichtsrat eigenverantwortlich, aber beide Organe, Vorstand und Aufsichtsrat, sind den Mitgliedern gegenüber zur Rechenschaft verpflichtet. Ordentliche Mitglieder müssen in der Generalversammlung eine höhere Stimmzahl als die investierenden Mitglieder besitzen. Ermöglicht werden kann dies auch durch einen teilweisen oder vollständigen Stimmrechtsausschluss.
Um für eine Genossenschaftswohnung einen Nutzungsvertrag zu erhalten, muss man zuvor der Genossenschaft als Mitglied beitreten und so genannte Geschäftsanteile zeichnen sowie eine einmalige Verwaltungsgebühr, das „Eintrittsgeld“, bezahlen. Die Höhe und die Zahl der Anteile sind in der jeweiligen Satzung der Genossenschaft festgelegt. In manchen älteren Wohnungsgenossenschaften ist die Höhe der erforderlichen Beteiligung am Unternehmen vergleichbar mit Mietkautionen, die man üblicherweise bei anderen Vermietern bezahlen muss. Bei einigen Genossenschaftsprojekten sind oft höhere Beiträge erforderlich, um das Eigenkapital der Genossenschaft oder des Projektes zu stärken. Auf die gezeichneten Anteile kann je nach Geschäftslage und Entscheidung der Mitgliederversammlung ein jährlicher Gewinnanteil ausgezahlt werden. Bei Kündigung der Wohnung und der Mitgliedschaft bekommt das Mitglied nach einer festgelegten Frist seine Anteile wieder ausgezahlt.
Sein Stimmrecht kann man als Mitglied – es gilt das Prinzip eine Stimme pro Kopf – bei der Generalversammlung ausüben, zu der alle Mitglieder schriftlich eingeladen werden. Die mindestens jährlich stattfindende Versammlung beschließt zum Beispiel über die Höhe der Anteile, über die Verwendung der Gewinne, über Änderungen der Satzung oder auch über die Grundsätze des Handelns der Genossenschaft. Mit der Wahl der Aufsichtsräte und des Vorstands nimmt sie direkten Einfluss auf die Arbeit der Geschäftsführung. Um Beteiligungsmöglichkeiten auszuweiten, haben viele Wohnungsgenossenschaften weitere Gremien wie Hausvereine, Siedlungsausschüsse oder Arbeitsgruppen eingerichtet, in denen sich Mitglieder engagieren können.

### Geschichte

#### Vorreiter
Die Wohnungssituation Ende des 19. Jahrhunderts war desolat. Insbesondere in den rasch wachsenden Städten waren die Wohnungen sehr teuer, durch Untervermietung überbelegt und hygienisch unzureichend. In den Städten drohten Epidemien und soziale Unruhen.
Der Wohnungsmarkt war gänzlich unreguliert dem Spiel des Marktes überlassen, weshalb die hohe Nachfrage zu extremen Preisanstiegen, Spekulation mit Bauland und zu Entwicklungen wie den so genannten Mietskasernen führte. Nach Vorbildern vor allem in England entstanden in Deutschland ab Mitte des 19. Jahrhunderts erste Versuche, durch das Sammeln von Geld, gesunden und von Gewinnbestrebungen befreiten Wohnraum für „kleine Leute“ zu schaffen. Für das Wohnungswesen ersann Victor Aimé Huber frühe Konzepte für genossenschaftliche Wohnformen, deren praktische Versuche sich allerdings nicht als realitätstauglich erwiesen.
Hermann Schulze-Delitzsch, neben Friedrich Wilhelm Raiffeisen der bedeutendste Beförderer der Genossenschaftsidee in Deutschland, setzte im Jahr 1867 als Landtags- und – später – Reichstagsabgeordneter die Einführung eines ersten Genossenschaftsgesetzes in Preußen und im Norddeutschen Bund durch. Da dieses nur Genossenschaften mit unbegrenzter Haftung kannte, blieb die Zahl der Gründungen von Wohnungsbaugenossenschaften aufgrund des hohen persönlichen Risikos der Gründer begrenzt (28 im Jahre 1888). Wegen ihrer Kapitalschwäche überlebten die meisten dieser frühen Genossenschaften die Wirtschaftskrise von 1874 nicht.

#### Erste erfolgreiche Genossenschaftsgründungen
Erst das Gesetz betreffend die Erwerbs- und Wirtschaftsgenossenschaften vom 1. Mai 1889, kurz Genossenschaftsgesetz, ermöglichte die Gründung von Genossenschaften mit beschränkter Haftungspflicht, ein wesentlicher Aspekt insbesondere für Wohnungsbaugenossenschaften, die einen im Verhältnis zu anderen Genossenschaftstypen (z. B. Konsumgenossenschaften) sehr hohen Kapitalbedarf hatten. Zugleich schuf die Invaliditäts- und Altersversicherungsgesetzgebung vom 22. Juni 1889 weitere Voraussetzungen für den Erfolg der Baugenossenschaften, weil sie mit der Vergabe von langfristigen und zinsgünstigen Krediten der Versicherungsanstalten an die gemeinnützige Wohnungswirtschaft einherging. Von da an begannen sich Baugenossenschaften in ganz Deutschland zu entwickeln. Waren es im Jahr 1889 38, so stieg ihre Zahl über 385 (1900), 682 (1906), 747 (1907) und 1056 (1910) auf 1402 im Jahr 1914 schnell an.
Bis zum Ersten Weltkrieg entstanden dabei verschiedene Typen von Wohnungsbaugenossenschaften, von denen viele heute noch bestehen.
1. Sozialreformerische Genossenschaften: Die ersten Gründungen waren weniger Selbsthilfeorganisationen der wohnungssuchenden Arbeiter, als Projekte bürgerlicher Sozialreformer, die durch das Angebot guten und selbstbestimmten Wohnens auch erzieherische Effekte auf die „kleinen Leute“ erreichen sollten. Sie waren als Hilfe zur Selbsthilfe gedacht und hatten reformerischen Anspruch, auch in der Qualität der Wohnungen.
2. Wohnungsvereine: Ab der Jahrhundertwende entstanden sogenannte Beamtenwohnungsvereine, die bestimmten Berufsgruppen vorbehalten waren, vor allem Angestellten und Beamten. Diese konnten auf besondere staatliche Förderungen zurückgreifen und waren deshalb vielfach in der Lage, in attraktiven innerstädtischen Lagen prachtvolle Wohnanlagen zu errichten. Anfang des 20. Jahrhunderts wurden beispielsweise auch einige Eisenbahnergenossenschaften gegründet, die häufig auf Basis von Erbbaurechtsverträgen errichtet wurden. Die Architektur der Beamtenwohnsiedlungen war oft herausragend. Bis zum 21. Jahrhundert haben sich die Aufnahmebedingungen Wohnungsvereine insofern geändert, dass auch mit nicht beamteten Personen Dauernutzungsverträge abgeschlossen werden.
3. Selbsthilfe-Genossenschaften: Außerhalb der Innenstädte, auf günstigem Baugrund, entstanden ab den 1890er Jahren erste Genossenschaften in echter Selbsthilfe von Handwerkern, Facharbeitern und kleinen Unternehmern. Sie entwickelten in mühsamen Schritten erste Siedlungen, die oft eher ländlichen Charakter hatten. Mehrere Genossenschaftssiedlungen waren den Zielen der Gartenstadtbewegung verpflichtet, die innerhalb einiger Siedlungen ansatzweise verwirklicht wurden, wie z. B. in der Gartenstadt Falkenberg in Bohnsdorf/Berlin oder in der Gartenstadt-Genossenschaft in Rüppurr/Karlsruhe.  Viele der genossenschaftlichen Initiativen verfolgten soziale und kulturelle Reformideen, ihre Namen zeugen oft vom Programm: Die Genossenschaften Freie Scholle in Berlin (1895), die gleichnamige in Bielefeld (1911), die Siedlungsgenossenschaft Eden (1893) oder die Arbeiter-Baugenossenschaft Paradies (1902) sind einige Beispiele.
Neben dem oft zitierten Leitbild »Licht, Luft und Sonne« zur Überwindung des Wohnungselends, vertraten die Genossenschaften früh weiterreichende Ziele auf dem Gebiet der Lebens-, Sozial-, Kultur- und Wirtschaftsreform. Die verfolgten Prinzipien von Miteigentum, Mitbestimmung und Solidarität schlossen den Ausbau von Bewohnerrechten und emanzipatorischen Gestaltungsmöglichkeiten des Lebens in der Gruppe mit ein. Die Geschichte der Genossenschaftsbewegung ist geprägt von der Bereitschaft zu Innovationen. So sind viele Wohnanlagen inzwischen nicht nur zu Baudenkmälern geworden, ebenso stellen sie Zeugnisse sozial- und kulturhistorischer Leistungen und Entwicklungen dar.

#### Weimarer Republik
Nach einer kriegsbedingten Stagnation stieg die Zahl der Neugründungen von 1919 bis 1922 in einer regelrechten Gründungswelle weiter an. Während vor dem Hintergrund der wirtschaftlichen Not der frühen 1920er Jahre der Bau von kleinen Siedlerhäusern, oft auch zur Selbstversorgung, vorherrscht, realisieren die Mitgliederunternehmen im Laufe des Jahrzehnts ganze Siedlungen im Geschosswohnungsbau mit einer breiten Vielfalt von Architekturstilen.
Eine umfassende Neuordnung der Wohnungswirtschaft, wie sie im Zuge der Sozialisierungsdebatte der politischen Nachkriegswirren gefordert wird, lässt sich aufgrund des erheblichen Widerstands von Hausbesitzern und der privaten Bauwirtschaft nicht verwirklichen. Dennoch gelingt es einer Koalition von Sozialdemokraten und Gewerkschaften, eine gemeinwirtschaftlich orientierte Bauwirtschaft ins Leben zu rufen. Die von Martin Wagner angedachte „soziale Bauwirtschaft“ setzte auf eine Kooperation von so genannten Bauhütten, genossenschaftlich durch die Gesellen und Arbeiter organisierte Baufirmen, mit gemeinwirtschaftlich agierenden Wohnungsunternehmen.
Diese Entwicklung hieß bei Fachleuten Bauhüttenbewegung. So gehörten Ende 1926 dem gewerkschaftlichen Verband sozialer Baubetriebe 148 Betriebe an, die im Schnitt rund 16.000 Arbeiter und Angestellte beschäftigten und Ende 1926 rund 80 Millionen Reichsmark umsetzten.
Neben gewerkschaftlichen Unternehmen der DEWOG-Bewegung entstanden neue Genossenschaften, die die neu gebauten Siedlungen in ihre Verwaltung übernahmen und die Wohnungen an ihre Mitglieder vergaben. Auch viele Genossenschaften aus der Kaiserzeit beteiligten sich am gemeinnützigen Wohnungsbau – unterstützt durch die progressive Wohnungspolitik der jungen Republik und insbesondere mit Mitteln aus der Hauszinssteuer. Etliche Genossenschaften vervielfachen innerhalb der wenigen wirtschaftlich stabilen Jahre der Weimarer Republik die Zahl ihrer Bestände.
Vielerorts entstanden so ganze Siedlungen im Stil des Neuen Bauens, dessen Hauptvertreter im Wohnungsbau Architekten wie Bruno Taut, Otto Haesler, Walter Gropius und Carl Krayl waren. Viele der damals entstandenen Siedlungen stehen heute unter Denkmalschutz, wie z. B. die Siedlung Schillerpark in Berlin-Wedding der Bau- und Wohnungsgenossenschaft von 1892 eG, die Angersiedlung des Magdeburger Mieter-, Bau- und Sparvereins oder die Siedlung Georgsgarten der Genossenschaft Volkshilfe in Celle. Während der 1929 beginnenden Weltwirtschaftskrise kam auch der genossenschaftliche Wohnungsbau weitgehend zum Erliegen.
Am 1. Dezember 1930 bekamen die Genossenschaften eine gesetzlich verankerte „Gemeinnützigkeitsverordnung“ von der Weimarer Republik. Dadurch erhielten die Wohnungsbaugenossenschaften Steuerbefreiung nach den jeweils gültigen Steuergesetzen.

#### Während des Nationalsozialismus

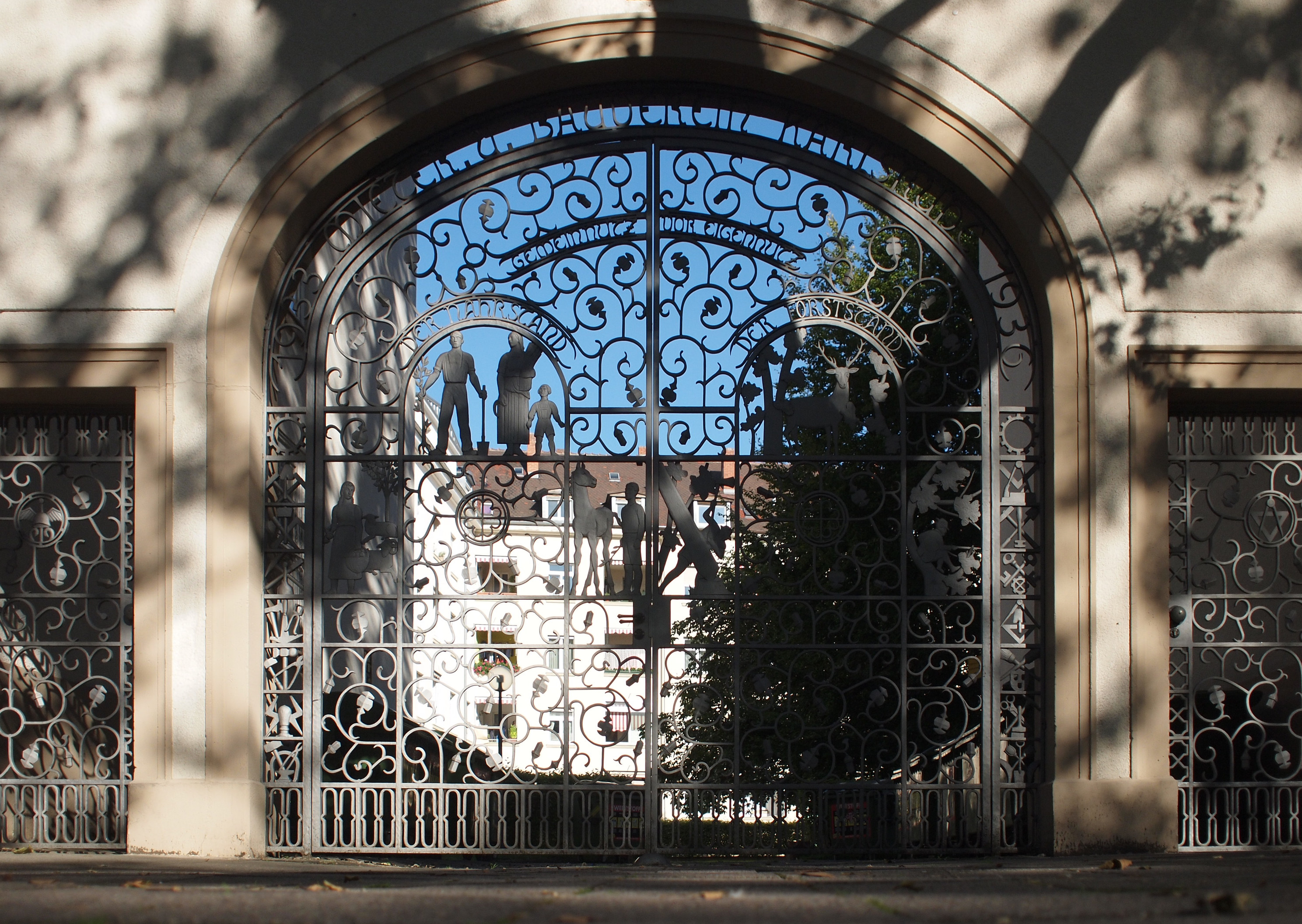
Mieter- und Bauverein Karlsruhe, Wohnblock von 1936

Die Gleichschaltungspolitik der Nationalsozialisten beendete ab 1933 die lebenskulturelle Vielfalt der genossenschaftlichen Gemeinschaften. In vielen der traditionell der Arbeiterbewegung nahestehenden Genossenschaften wurden die Organe Vorstand und Aufsichtsrat zwangsweise neubesetzt, nicht wenige Mitglieder zeitweise verhaftet. Andere Genossenschaften unterwarfen sich hingegen eher bereitwillig dem nationalsozialistischen Regime. Die Selbstbestimmung der Mitgliederunternehmen wurde aufgehoben, Gremien wurden grundsätzlich mit Parteimitgliedern der NSDAP besetzt und Unternehmen zur Fusion gezwungen, um die Steuerung von oben zu erleichtern und abweichende Meinungen zu unterdrücken. Viele kleinere Genossenschaften wurden zwangsweise mit anderen fusioniert.
Die Abschaffung von Spar-, Sozial- und Kultureinrichtungen reduzierte die gleichgeschalteten Genossenschaften auf die reine Wohnungsversorgung. Gemeinschaftliche Konzepte wurden von den Nationalsozialisten umgedeutet und in ihrem Sinne missbraucht. Denunziationen und die brutale Verfolgung politisch Andersdenkender zerstörten ehemals solidarische Nachbarschaften. Jüdische Mitglieder wurden per Verordnung zumeist mit den Nürnberger Rassegesetzen von 1935, spätestens mit der Verordnung zur Ausschaltung der Juden aus dem deutschen Wirtschaftsleben von 1938 aus den Genossenschaften ausgeschlossen und mussten ihre Wohnungen räumen.
Der NS-Staat bediente sich der genossenschaftlichen Unternehmen als Organe staatlicher Wohnungspolitik im Rahmen seines Siedlungsbaus, der zunächst unter Zielsetzung der Arbeitsbeschaffung stand. Nach der Förderung von Kleinsiedlerstellen in Stadtrandlagen, wurde erst 1936 ein größeres Programm zum Bau von Volkswohnungen insbesondere für Rüstungsarbeiter aufgelegt. So entstanden ab 1936 auch in etlichen Genossenschaften wieder einzelne Bauprojekte. In den Bombennächten der Kriegsjahre fielen viele, teils erst wenige Jahre alte genossenschaftliche Wohnanlagen den Zerstörungen zum Opfer.

#### Während der Teilung Deutschlands
Das Ende des Zweiten Weltkriegs und der Zusammenbruch des „Dritten Reichs“ hinterlassen in den Wohnungsgenossenschaften nicht nur Häuserruinen und umfangreiche Verwüstungen, auch die personellen und finanziellen Strukturen der Mitgliederunternehmen sind desolat. Viele Organe müssen vollständig neu besetzt werden, erstmals übernehmen auch Frauen Verantwortung in Vorständen und Aufsichtsräten und führen die Genossenschaft durch die Nachkriegszeit. Die zwangsweise erfolgten Fusionen von Genossenschaften während des Nationalsozialismus werden in der Regel nicht rückgängig gemacht. Ebenso bleibt die durch die nationalsozialistische Regierung verfügte Pflichtmitgliedschaft in einem Prüfungsverband für Genossenschaften bestehen.
In den ersten Jahren nach dem Krieg widmen sich die Unternehmen alleine dem Wiederaufbau. Erst in den 1950er Jahren setzt auch bei den Wohnungsgenossenschaften der Neubau wieder ein. In beiden deutschen Staaten beteiligen sich Genossenschaften ab Mitte der 1950er Jahre zunehmend an den staatlichen Wohnungsbauprogrammen. In Westdeutschland und in West-Berlin beteiligen sich die Wohnungsbaugenossenschaften in großem Umfang am sozialen Wohnungsbau, der durch seine engen Vorgaben das Bauen und die Belegung der Wohnungen bestimmt. Ab Mitte der 1960er Jahre starten vielerorts Großsiedlungsprojekte, bei denen sich die Baustile der genossenschaftlichen Bauherren kaum von denen der großen kommunalen oder gewerkschaftlichen Wohnungsbaugesellschaften unterscheiden. Einige der Genossenschaften wachsen zu großen Wohnungsunternehmen mit mehreren Tausend Wohnungen heran. In vielen findet die Mitbestimmung der Mitglieder nur noch über die Wahl von Vertretern statt.

In der DDR wurde ab 1954 ein eigenes „sozialistisches Genossenschaftsmodell“ ins Leben gerufen: die Arbeiterwohnungsbaugenossenschaft (AWG). Hintergrund bilden die republikweiten Proteste im Juni 1953, bei denen die Demonstrierenden auch eine Verbesserung der Wohnraumsituation fordern.

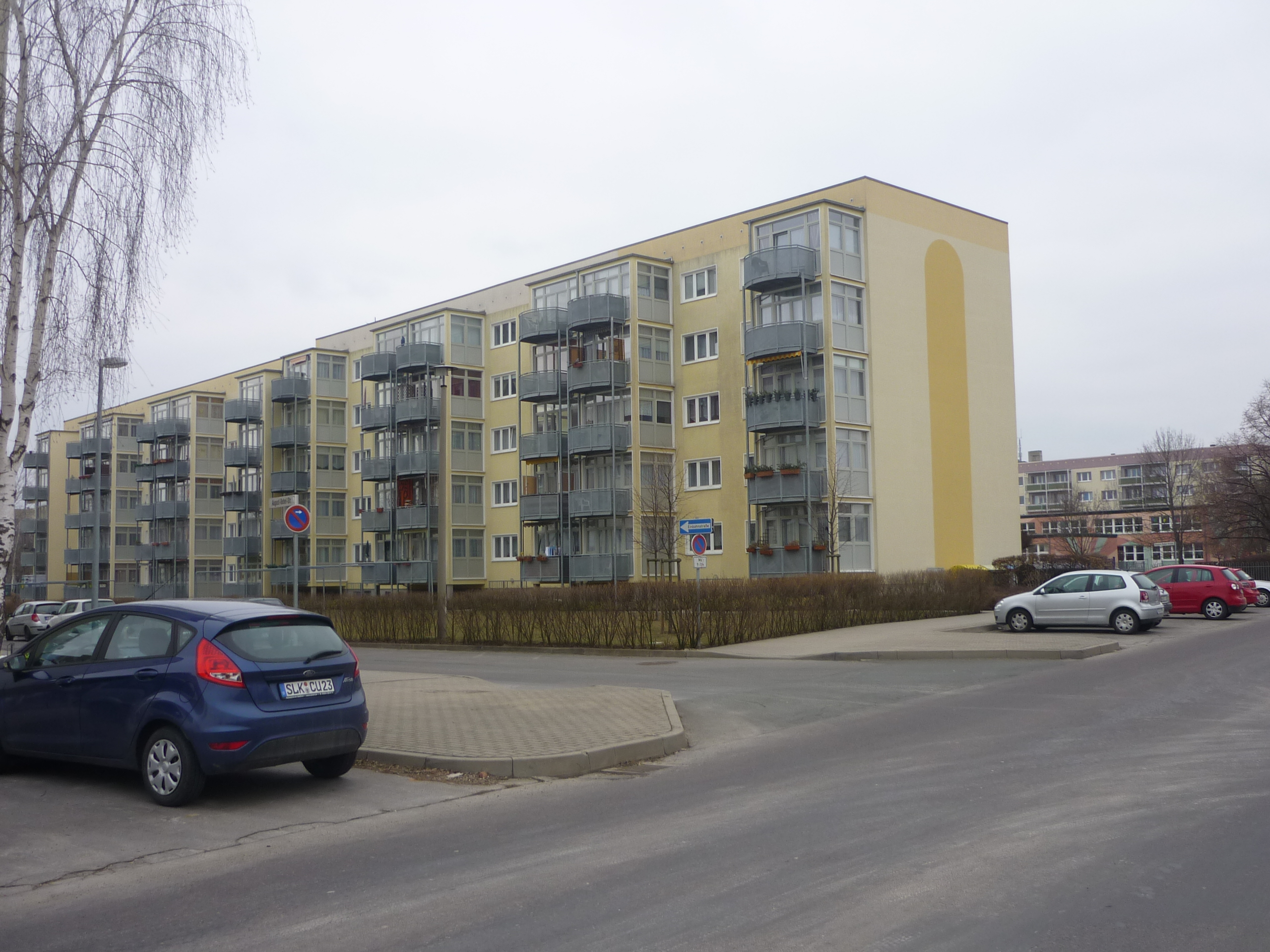
Sanierter Plattenbau in Staßfurt, Sachsen-Anhalt

 Die AWG stellt eine Form des Werkswohnungsbaus unter staatssozialistischen Bedingungen dar. Finanzielle und materielle Eigenleistungen der Mitglieder, gekoppelt an betriebliche und gewerkschaftliche Unterstützung, sollten die kommunale Wohnungsversorgung ergänzen, um der drängenden Wohnungsnot zu begegnen. Vom Staat erhielten die Genossenschaften Bauland zur Dauernutzung. Während die Selbsthilfeleistungen der Mitglieder zunächst enge Bindungen an das eigene Haus und die nachbarschaftliche Gemeinschaft schaffen, werden die betrieblichen Selbstbestimmungsrechte der jungen Wohnungsbaugenossenschaften mit einer strikten Einbindung in das System kommunaler Wohnungsbauproduktion beschränkt.
Ab den 1960er Jahren veränderte sich mit Einführung industrieller Bauweisen die Fertigungsweisen der Wohnungsproduktion deutlich. Unter diesen neuen Produktionsbedingungen, vor allem mit der Verfestigung planwirtschaftlicher Strukturen, mussten die AWGs ihre Bauherrenfunktion abgeben und erhielten stattdessen Wohnungsbaukontingente zugeteilt. Die so genannte „territorialen Konzentration“ schuf ab Anfang der 1970er Jahre zudem neue lokale Zusammenfassungen, so dass für die AWG-Mitglieder die Bindung zu „ihrer“ Genossenschaft teilweise verloren ging. Als Beispiel kann die erzwungene Fusion der Wohnungsbaugenossenschaft „Aufbau“ Strausberg mit der GEWOBA Strausberg im Jahr 1988 dienen. Da die AWGs ebenso wie die volkseigenen Bestände in der Gestaltung der Mieten den planwirtschaftlichen Regelungen unterlagen, hatten sie mit nicht auskömmlichen Erträgen zu kämpfen.

#### Entwicklung seit 1990
Bis zur Aufhebung der Wohnungsgemeinnützigkeit 1989 waren alle Genossenschaften nach dem Wohnungsgemeinnützigkeitsgesetz als gemeinnützig anerkannt.
Nach Aufhebung der Wohnungsgemeinnützigkeit 1989 blieb für die Wohnungsbaugenossenschaften ein Teil der Vorteile der Wohnungsgemeinnützigkeit in Form der gemeinnützigen Vermietungsgenossenschaft nach § 5 Abs. 1 Nr. 10 des Körperschaftsteuergesetzes erhalten, wonach eine Befreiung von der Körperschaftsteuer vorgesehen ist, sofern der Tätigkeitsschwerpunkt der Genossenschaft die Vermietung von Wohnraum an die Mitglieder ist. Diese Begünstigung dient der Unterstützung der Genossenschaften als besondere eigentumsartige Selbsthilfe im Wohnen.
Um Genossenschaften mit mehr Kapital auszustatten, wurde mit dem Gesetz zur Einführung der Europäischen Genossenschaft und zur Änderung des Genossenschaftsrechts, welches am 18. August 2006 in Kraft trat und das Genossenschaftsgesetz novellierte, die investierende Mitgliedschaft zur Eigenkapitalbeschaffung eingeführt. Seither können den Genossenschaften ausdrücklich auch Mitglieder beitreten, die von vornherein kein Interesse an der Inanspruchnahme der Förderleistungen haben, hier also am Bezug von Wohnraum.
Mit dem Jahressteuergesetz 2024 erfolgte die Einführung einer "Neuen Wohngemeinnützigkeit" zum 1. Januar 2025, durch die erneut an bestimmte Bedingungen gebundene Steuererleichterungen eingeführt wurden. Inwieweit diese Möglichkeiten auch von Wohnungsbaugenossenschaften, die noch nicht als gemeinnützige Vermietungsgenossenschaft anerkannt sind, wahrgenommen wird, ist aktuell noch unklar.

### Rechtliche Fragen
Die rechtliche Situation von Genossen, die eine Wohnung nutzen, weicht nur geringfügig vom normalen Mietrecht ab. Die Nutzungsverträge sind inhaltlich als Mietverträge zu behandeln.
Die Genossenschaft muss gegenüber ihren Mitgliedern den Gleichbehandlungsgrundsatz, insbesondere bei der Inanspruchnahme genossenschaftlicher Einrichtungen, beachten. Dazu gehört, dass der Mieter einer Mieterhöhung nur in dem Umfange wie seine Nachbarn zustimmen muss. Eine Erläuterung von Erhöhungsgründen auf der Genossenschaftsversammlung ersetzt nicht die Begründung einer Mieterhöhung. Geht die Erhöhung über den Mittelwert des Mietspiegels hinaus, müssen die wohnwertbestimmenden Merkmale aufgeführt werden. Eine Kostenmietenklausel im Vertrag oder in den AGB entfällt nicht automatisch durch den Wegfall der Wohnungsgemeinnützigkeit. Das genossenschaftliche Treueverhältnis schließt das Recht des Mitglieds, eine Minderung des Nutzungsentgelts wegen Mängeln oder Belästigungen vorzunehmen, nicht aus.
Nach dem Tod des Mieters einer von einer Wohnungsbaugenossenschaft überlassenen Wohnung gehen die Mitgliedschaft und das Nutzungsrecht der Wohnung auf seine Erben über. In den Mietvertrag treten Erben auch dann ein, wenn das Nutzungsverhältnis an eine Mitgliedschaft gebunden war.
Der Nutzer einer Genossenschaftswohnung ist zu keiner weitergehenden Duldung von Modernisierungsmaßnahmen verpflichtet, als es das BGB vorsieht.
An einen Ausschluss wegen übermäßiger Kritik werden hohe Anforderungen gestellt, um zu verhindern, dass auf diesem Wege unbequeme Mitglieder ausgeschlossen werden. Ein Mitglied einer Wohnungsbaugenossenschaft kann nur dann ausgeschlossen werden, wenn es sich um reine Schmähkritik handelt.

## Österreich

### Begriff der Genossenschaftswohnung
Eine Genossenschaftswohnung bezeichnet eine von einem gemeinnützigen Bauträger (Gemeinnützige Bauvereinigung, Wohnungsbaugenossenschaft) errichtete Miet- oder Eigentumswohnung, die fast immer durch öffentliche Hand (in Österreich: Länder) gefördert wird und dem Wohnungsgemeinnützigkeitsgesetz unterliegt. Diese im allgemeinen Sprachgebrauch übliche Bezeichnung ist jedoch nicht korrekt, weil eigentlich damit nur die von genossenschaftlich organisierten gemeinnützigen Bauträgern angebotene Wohnung gemeint wäre. Demzufolge dürfte eine Wohnung eines in anderer Rechtsform auftretenden gemeinnützigen Bauträgers nicht als Genossenschaftswohnung bezeichnet werden. Die rechtlich korrekte Bezeichnung für solche Wohnungen müsste Wohnungen, die von Gemeinnützigen Bauvereinigungen im eigenen Namen errichtet wurden/werden und in Miete (bzw. zur Nutzung) an Mieter (bzw. Nutzungsberechtigte) überlassen werden lauten.
In Österreich charakterisieren sich Genossenschaftswohnungen rechtlich durch die Anwendung des WGG sowie landesgesetzliche Wohnbauförderungsbestimmungen, die sich aus der Inanspruchnahme öffentlicher Förderungen (Länder) ergeben.

### Gemeinnützige Bauträger
Obwohl der Begriff Wohnbaugenossenschaft nahelegt, dass es sich um eine Genossenschaft handle, wird im allgemeinen Sprachgebrauch der Begriff auch für Wohnbaugesellschaften mit beschränkter Haftung (GesmbH) bzw. Wohnbau-Aktiengesellschaften (AG) verwendet (vgl. § 1 Abs. 1 und § 39 Abs. 7 WGG).
Die Unterschiede zwischen „echten“ gemeinnützigen Wohnbaugenossenschaften und gemeinnützigen Bauvereinigungen anderer Rechtsformen bestehen in der Mitbestimmung und in der Vergabe. In der Regel muss man in solchen Fällen, bevor man Nutzungsberechtigter einer Genossenschaftswohnung (entspricht dem Begriff des Mieters) werden kann, Mitglied der Genossenschaft werden und einen Genossenschaftsanteil kaufen. Daraus ergeben sich auch spezielle Rechte und Pflichten als Genossenschafter.
Jedoch haben einige Genossenschaften und Bauvereine den Zusatz gemeinnützig in den letzten Jahrzehnten aus ihren Bezeichnungen gestrichen.

### Förderungen
Der größte Teil der in Österreich von gemeinnützigen Bauträgern gebauten Wohnungen ist mit Mitteln der Wohnbauförderung errichtet worden, die auf Landesebene durch Förderungsgesetze und -richtlinien geregelt wird. Diese gesetzlichen Bestimmungen müssen bei der Vermietung der geförderten Wohnungen berücksichtigt werden, wie beispielsweise die Einkommensgrenzen, Förderungshöhe, die Rückzahlung der Förderungsdarlehen und besondere Kündigungsmöglichkeiten. Darüber hinaus genießen gemeinnützige Bauvereinigungen steuerliche Begünstigungen im Rahmen des Wohnungsgemeinnützigkeitsgesetzes, wie eine Befreiung von der Körperschaftssteuer.

### Mietrecht
Entscheidend für die Anwendbarkeit des österreichischen Wohnungsgemeinnützigkeitsgesetzes (WGG) in Bezug auf das Mietrecht ist, dass eine gemeinnützige Bauvereinigung die Wohnung gebaut (auch wenn sie zwischenzeitlich an einen privaten Bauträger verkauft wurde) bzw. zum Zwecke der Sanierung im größeren Umfang (seit dem 1. September 1999 bestehende Sonderregelung) gekauft hat. Falls eine gemeinnützige Bauvereinigung die Wohnung lediglich vermietet, sie jedoch nicht gebaut hat, ist das Mietrechtsgesetz (MRG) anzuwenden. Dies ist insbesondere in Bezug auf die Mietzinsbildung (= zu vereinbarende Höhe und Zusammensetzung des Mietzinses) und einige vorrangige Bestimmungen des WGG von großer Bedeutung. Da das WGG nicht alle mietrechtlichen Feinheiten regelt, ist das MRG subsidiär anzuwenden.

### Voraussetzungen/Anspruchsberechtigter Personenkreis
Obwohl die Voraussetzungen in den jeweiligen Landesgesetzen unterschiedlich geregelt sind, gelten einige einheitliche Voraussetzungen für Genossenschaftswohnungen.
- Staatsbürgerschaft
  - österreichischer Staatsbürger oder
  - EU-Bürger oder
  - EWR-Bürger oder
  - Nicht-EU-Bürger mit Aufenthaltsgenehmigung oder
  - Flüchtling nach Genfer Konvention
- Altersgrenzen
  - vollendetes 18. Lebensjahr (eine Anmeldung ist aber bereits ab dem vollendeten 17. Lebensjahr möglich)[73]
- Einkommensgrenzen
  - Die Summe der Nettoeinkommen aller miteinziehenden Personen muss sich zwischen einer bestimmten Höchstgrenze und einer Mindestgrenze bewegen, welche von Bundesland zu Bundesland unterschiedlich ist (siehe jeweiliges Wohnbauförderungsgesetz).

## Schweiz
In der Schweiz gibt es schätzungsweise 1500 Wohnbaugenossenschaften (WBG) mit rund 160.000 Wohnungen. Das sind 5,1 % oder, zusammen mit den Wohnungen weiterer gemeinnütziger Bauträgerschaften 8,8 Prozent des gesamten Wohnungsbestandes. Die Mietzinse pro m2 liegen bei Genossenschaften um rund 15 Prozent unter dem Durchschnitt aller Mietwohnungen. (Stand Volkszählung 2000)

### Begriffe

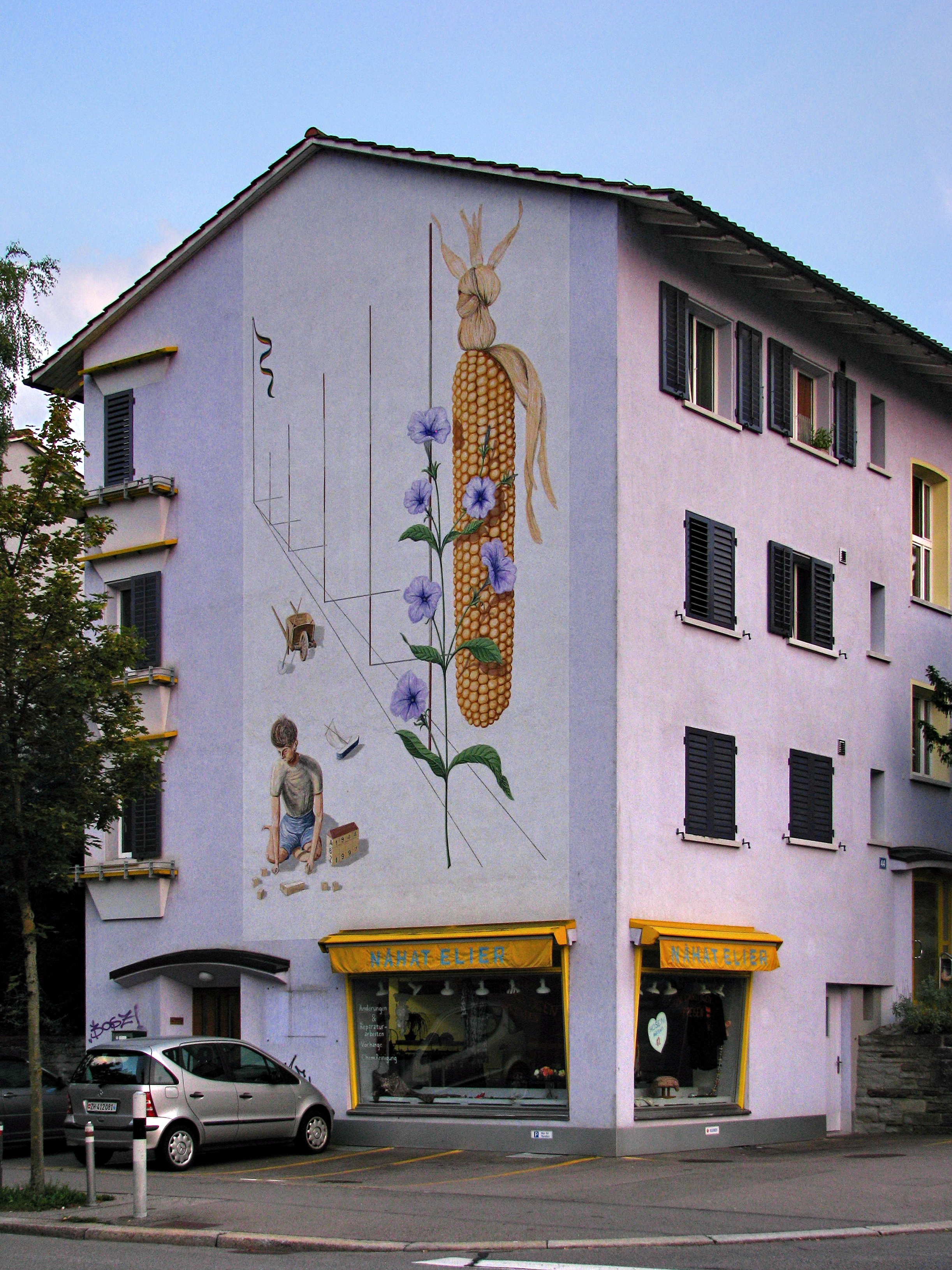
Wohnhaus einer Baugenossenschaft in Zürich-Oerlikon

Der größte Teil der Genossenschaftswohnungen gehört Mitgliedergenossenschaften (Selbsthilfe; Mieter sind zugleich Mitglied), welche zudem der Gemeinnützigkeit verpflichtet sind (Prinzip der Kostenmiete, dauerhafter Spekulationsentzug). Daneben gibt es Unternehmergenossenschaften (teils ebenfalls gemeinnützig) oder solche mit philanthropisch orientierten Trägerschaften. Es gibt zudem gemeinnützig bewirtschaftete Siedlungen von Stiftungen und Aktiengesellschaften sowie Städten.
Die Mietzinse der meisten gemeinnützigen Wohnungen werden nach kaufmännischen Prinzipien kalkuliert und gelten damit als freitragend. Ein geringer Teil der Wohnungen wird gezielt verbilligt und unter einschränkenden Bedingungen vermietet und zählt zu den Sozialwohnungen.

### Geschichte und Zukunft
Die ersten WBG entstanden als Folge der schlechten Wohnbedingungen nach 1860 und besonders ab 1890 bis zum Ersten Weltkrieg in den Städten Basel, Bern, Biel, Zürich, Winterthur und St. Gallen. Es folgten ab 1910 die ersten, von den Bundesbetrieben unterstützten Eisenbahnergenossenschaften.
Nach dem Ersten Weltkrieg war die Wohnungsnot derart groß, dass viele Städte, Kantone und auch der Bund eine aktive Wohnbauförderung betrieben. Dies führte zu einem ersten Boom der WBG.
Eine zweite Gründungs- und Bauwelle gab es während und nach dem Zweiten Weltkrieg bis in die 1960er Jahre.
Ab 1980 gründeten sich zahlreiche neue WBG mit Selbstverwaltungscharakter. Ihr Wohnungsbestand fällt zahlenmäßig wenig ins Gewicht, doch gaben sie den traditionellen WBG wichtige Impulse.
Der Marktanteil der WBG ist landesweit jedoch im Sinken begriffen, mit Ausnahme der Stadt und des Großraums Zürich. Dort sind traditionelle wie neuere WBG weiterhin sehr aktiv in der Erneuerung ihrer Bestände und im Bau neuer Siedlungen, häufig in Partnerschaft mit den Stadtbehörden. Die Neubauten werden meistens in Architekturwettbewerben ermittelt und verwirklichen in verschiedener Hinsicht innovative Ansätze (Energieverbrauch, Mobilität, Kombination Wohnen/Arbeiten, Gemeinschaftseinrichtungen, öffentliche Angebote, Alters-Hausgemeinschaften). Das größte Hindernis für eine stärkere Entwicklung sind die Bodenknappheit bzw. die hohen Baulandpreise.

### Dachverbände des gemeinnützigen Wohnungsbaus
Demgegenüber weisen die Dachverbände der WBG auf die nachhaltige Wirksamkeit der Wohnbauförderung hin. Siedlungen, die vor Jahrzehnten unterstützt wurden, sind heute längst freitragend und bleiben dennoch preisgünstig. Die öffentliche Hand profitiert deshalb weiterhin von geringeren Sozialausgaben.
Die zwei Dachverbände (am größten der Verband Wohnbaugenossenschaften Schweiz, daneben der bürgerlich orientierte Verband Wohnen Schweiz) haben sich gemeinsam auf eine Charta der gemeinnützigen Wohnbauträger in der Schweiz verpflichtet. Sie bieten ihren Mitgliedern Finanzierungsinstrumente, Weiterbildung und Beratung. Im Rahmen der Aktionsgemeinschaft Wohnbund und mit der Web-Plattform Wohnungspolitik Schweiz nehmen sie ihre politischen Interessen wahr und veranstalten regelmäßig das Forum des gemeinnützigen Wohnungsbaus.